# Malons-et-Elze
 Malons-et-Elze  es una población y comuna francesa. Está situada en la región de Languedoc-Rosellón, en el departamento de Gard, distrito de Alès y cantón de Génolhac.

## Demografía
| 160 | 99 | 95 | 98 | 88 | 83 |
| Para los censos de 1962 a 1999 la población legal corresponde a la población sin duplicidades (Fuente: INSEE [Consultar]) |    |    |    |    |    |